# Институт имени Юнуса Эмре
Институт имени Юнуса Эмре (также Турецкий культурный центр) ― турецкая образовательная и культурная организация, базирующаяся в Анкаре и действующая под эгидой Фонда Юнуса Эмре.
Занимается открытием и координацией деятельности Центров турецкой культуры имени Юнуса Эмре по всему миру.
На открытии Центра в Лондоне присутствовал президент Турции А. Гюль, который отметил: «Великие державы существуют не только при помощи дипломатии, но и — культурного капитала», а также отметил, что «Центры турецкой культуры имени Юнуса Эмре — это „невидимая“ сила Турции. Сохранение нашего культурного наследия — это величайшая сила нашего государства».
В центрах знакомят с культурой, искусством и историей Турции, а также обучают турецкому языку.
Фонд насчитывает более 80 представительств в разных странах мира.

## История создания
Открытие Центров турецкой культуры имени Юнуса Эмре началось в 2009 году Фондом Юнуса Эмре, созданным 5 мая 2007 года по инициативе президента Турецкой Республики А. Гюля и продолжается по сегодняшний день. Назван в честь турецкого литератора и общественного деятеля Юнуса Эмре.
С 2009 по 2011 год Фонд Юнуса Эмре открыл 18 культурных центров. Среди них центры в таких городах, как Сараево, Тирана, Шкодер, Скопье, Бухарест, Констанца, Приштина, Призрен, Дамаск, Каир, Астана, Лондон, Бейрут, Амман, Токио, Брюссель, Варшава, Лим и другие. В 2012 году Фонд Юнуса Эмре открыл культурные центры в Бейруте, Тегеране, Тбилиси.
Проводник мягкой силы во внешней политике Турции.

## Центры по странам

### Египет
Центр расположен в Каире, ощущает на себе большой наплыв египетской молодежи, желающей записаться на курсы турецкого языка. Если в 12 египетских вузах в общей сложности турецкий изучают около 5 тысяч студентов, то обучение в центре за 2010 год обучение прошли ровно 1200 человек.

### Германия
Примечательно, что, несмотря на то, что в Германии проживает самая большая турецкая диаспора, в ФРГ до недавнего времени не было ни одного Центра турецкой культуры имени Юнуса Эмре, что было связано с тем, что власти Германии, осознавая «деструктивное» влияние подобных центров, остерегались, что продвижение турецкой культуры и языка негативно скажется на интеграции выходцев из Турции в немецкое общество, да и многие немецкие турки с подозрением относились к таким инициативам правящей Партии справедливости и развития.
По этому поводу министр культуры и туризма Турции Э. Гюней не раз заявлял: «Наши люди живут в Германии в течение более 50 лет. Однако там нет центра турецкой культуры, но ведь есть же институт Гёте в Турции».
В октябре 2012 года во время визита премьер-министра Турции Р. Т. Эрдогана в Германию было подписано соглашение об открытии Центра турецкой культуры имени Юнуса Эмре в Берлине, которое запланировано на первое полугодие 2013 год.

### Казахстан
Центр имени Юнуса Эмре был открыт в Казахстане в марте 2010 года. На 2011 год в центре обучение турецкому языку проходило около 200 человек, некоторые посещающие курсы отправляются на стажировку в Турцию за счет центра. Центр готовил ряд крупных мероприятий в качестве подарка Казахстану на 20-летие независимости. В 2011 году Центр работал над переводом десяти казахских книг на турецкий язык, чтобы турки могли прочитать и поближе познакомиться с историей и культурой казахов.

### Россия
Турецкая сторона давно прорабатывала почву для открытия Центра турецкой культуры имени Юнуса Эмре в России, однако российская сторона с настороженностью смотрела на такого рода «культурные механизмы» мягкой силы Турции.
3 декабря 2012 года президент России Путин в рамках своего рабочего визита в Турцию подписал ряд соглашений, в том числе и Соглашение между Правительством Российской Федерации и Правительством Турецкой Республики об учреждении и деятельности культурных центров. Согласно данному документу, «Российская Сторона учреждает Российский центр науки и культуры в г. Анкаре, а Турецкая Сторона учреждает Центр турецкой культуры имени Юнуса Эмре в г. Москве».
При этом, ещё до подписания соглашения, в сентябре 2012 года, договор об открытии центра в Казани (Татарстан) был подписан между институтом имени Юнуса Эмре и Казанским федеральным университетом.
В настоящее время центр работает в Москве на улице Верхней Радищевской, 5 строение 5. Он знакомит с культурой, искусством, историей Турции, проводит обучение желающих турецкому языку.

### Деятельность в других странах
В странах, где не удалось по тем или иным причинам открыть Центры турецкой культуры имени Юнуса Эмре, например, во Франции в связи с политическими разногласиями между двумя странами, турецкая сторона проводит культурные мероприятия, организатором и спонсором которых является Фонд Юнуса Эмре.
Например, во Франции с 11 по 13 июня 2011 года при содействии Института Юнуса Эмре и Ассоциации Турецких Демократов Европы было организовано культурное мероприятие под названием «Легкий весенний ветерок из Турции».
Такого рода культурные мероприятия, финансируемые Фондом Юнуса Эмре, регулярно проводятся и в России. Например, это различные культурные вечера, выставки и т. п., проводимые при турецко-русском центре в Москве и Санкт-Петербурге.

## Деятельность
Центры турецкой культуры имени Юнуса Эмре занимаются организацией научных семинаров и симпозиумов среди тюркологов со всего мира.
При этом на организацию и проведение таких мероприятий выделяется достаточно щедрое финансирование, что формирует в глазах научного сообщества положительный имидж Турции.
Со временем среди тюркологов появляется так называемое «протурецкое лобби», которое в будущем отстаивает интересы Турции и в целом с симпатией относится к деятельности таких культурных организаций.
В феврале 2011 года при поддержке Фонда Юнуса Эмре в Страсбурге прошёл «Первый семинар по тюркологии в Европе». На семинаре участвовали эксперты по тюркологии ведущих европейских и турецких вузов. Были подняты вопросы, касающиеся будущего тюркологии в европейских и мировых университетах, вопросы обучения и занятости учащихся по тюркологии.
Таким образом, Фонд Юнуса Эмре ставит под свой контроль развитие тюркологии в Европе, следит за основными направлениями научной деятельности, формирует своё «университетское лобби».
Фонд Юнуса Эмре сотрудничает со многими ведущими вузами в самой Турции. В январе 2011 года между Стамбульским университетом и Институтом Юнуса Эмре было подписано соглашение о сотрудничестве. В рамках соглашения было намечено взаимное сотрудничество в области образования, культуры и искусства. Между Университетом Анадолу и Институтом Юнуса Эмре также в 2011 году был подписан Протокол о сотрудничестве, в рамках которого было принято решение о проведении дистанционного обучения турецкого языка, подготовки и внедрении «Экзамена на знание турецкого языка», использовании центров Юнуса Эмре для презентации университета заграницей.
Центры турецкой культуры имени Юнуса Эмре через Фонд Юнуса Эмре предоставляют стипендии иностранным студентам на обучение в престижных высших учебных заведениях Турции. Такая программа называется «Турецкие стипендии» (Türkiye Bursları, Yunus Emre Bursları). В 2012 году турецкая сторона предоставила 22 такие стипендиальные программы.
Фонд Юнуса Эмре уделяет особое внимание изучению турецкого языка. В связи с этим премьер-министр Турции Р. Т. Эрдоган отметил растущую роль Турции в мире и важность изучения турецкого языка, при этом подчеркнув, что «турецкий язык — это язык науки, искусства и литературы. Турецкий язык — это язык Юнуса Эмре».
Фонд Юнуса Эмре предоставляет стипендии для обучения на летних курсах турецкого языка. В рамках стипендиальной программы иностранным студентам совершенно бесплатно предоставляется проживание, обучение турецкому языку и участие в социальных и культурных мероприятиях, расходы на экскурсии по стране. Турецкая сторона также покрывает расходы, связанные с проездом до места учёбы, а также предоставляет ежемесячное пособие на карманные расходы. Таким образом, участники таких программ не несут никаких материальных расходов, что, безусловно, делает такие программа весьма привлекательными среди иностранных студентов.
В 2012 году свыше 300 человек посетили летние курсы турецкого языка, организованные Фондом Юнуса Эмре.

## Критика
Если откинуть в сторону положительную риторику о Центрах турецкой культуры имени Юнуса Эмре, которые видят своё предназначение в развитии культурных связей между Турцией и странами пребывания и в ознакомлении широкого круга с турецкими культурными традициями и обычаями, не все так однозначно с деятельностью этих центров.
Турецкие эксперты Стамбульского университета Бильги профессор А. Кайа и А. Теджмен, проанализировав выступления турецких официальных лиц, пришли к выводу, что Турция использует Центры турецкой культуры имени Юнуса Эмре с целью «создания образа Турции как колыбели цивилизаций» и продвижения идеи «неоосманизма» через турецкий язык и культуру.
И действительно сам министр иностранных дел Турции А. Давутоглу на открытии Центра турецкой культуры имени Юнуса Эмре в Сараево заявил: «Не случайно мы открываем свой первый центр в Сараево. Это город, где лучше всего отражена турецкая культура. Сараево и Стамбул — это братья по духу».
А на открытии Центра турецкой культуры имени Юнуса Эмре в Македонии А. Давутоглу отметил: «Культурные связи Турции и Македонии будут вести к просветлению на Балканах».
Приоритет балканским странам Турция отдала не случайно. Именно со странами Балкан Турцию связывает османское прошлое. Османское прошлое Турция также разделяет с рядом стран Ближнего Востока.
На церемонии открытия третьего Центра турецкой культуры имени Юнуса Эмре в Каире премьер-министр Турции Р. Т. Эрдоган отметил: «Турция смотрит на Запад, но мы никогда не отворачивались от Востока. Мы не можем быть равнодушными по отношению к странам, с которыми нас связывает тысячелетняя история».
Анкара не только открывает свои культурные центры на «тюркоязычном» или «постосманском» пространстве, но также и в странах Западной Европы. Культурные центры успешно работают в Лондоне и Брюсселе.